# Liste der Naturdenkmäler in Kiens
Die Liste der Naturdenkmäler in Kiens (italienisch Chienes) enthält die elf als Naturdenkmal ausgewiesenen Objekte im Gebiet der Gemeinde Kiens in Südtirol.
Basis ist das im Internet einsehbare offizielle Verzeichnis der Naturdenkmäler in Südtirol (Stand: 23. Januar 2015). Dabei kann es sich um botanische, geologische oder hydrologische Naturdenkmäler handeln. Die Reihenfolge in dieser Liste orientiert sich an der ID, alternativ ist sie auch nach dem Namen sortierbar.

## Liste
| Foto |                 | Name                                               | Standort                     | Beschreibung                              |
| ---- | --------------- | -------------------------------------------------- | ---------------------------- | ----------------------------------------- |
| BW   | Datei hochladen | Eine Linde in Kiens ID: 034_G01                    | 46° 48′ 30″ N, 11° 50′ 19″ O | Botanisches Naturdenkmal: Linde           |
| BW   | Datei hochladen | Ein Kastanienbaum beim Kastoler Hof ID: 034_G02    | 46° 49′ 3″ N, 11° 49′ 35″ O  | Botanisches Naturdenkmal: Kastanie        |
| BW   | Datei hochladen | Ein Kastanienbaum beim Brandholzer Hof ID: 034_G03 | 46° 49′ 3″ N, 11° 49′ 35″ O  | Botanisches Naturdenkmal: Kastanie        |
| BW   | Datei hochladen | Zwei Eichen beim Oberploner Hof ID: 034_G04        | 46° 48′ 22″ N, 11° 48′ 0″ O  | Botanisches Naturdenkmal: Eiche           |
| BW   | Datei hochladen | Eine Zirbe beim Radmüller Hof ID: 034_G05          | 46° 48′ 5″ N, 11° 46′ 36″ O  | Botanisches Naturdenkmal: Zirbe           |
| ja   | Datei hochladen | Grünsee ID: 034_G06                                | 46° 51′ 42″ N, 11° 51′ 32″ O | Hydrologisches Naturdenkmal: See          |
| BW   | Datei hochladen | Buchenhain Treitling ID: 034_G07                   | 46° 48′ 11″ N, 11° 50′ 7″ O  | Botanisches Naturdenkmal: Buchenhain      |
| BW   | Datei hochladen | Die Feuchtfläche Ebner Grube ID: 034_G08           | 46° 47′ 6″ N, 11° 48′ 58″ O  | Hydrologisches Naturdenkmal: Feuchtgebiet |
| BW   | Datei hochladen | Eine Feuchtfläche beim Lackner Hof ID: 034_G09     | 46° 47′ 56″ N, 11° 49′ 27″ O | Hydrologisches Naturdenkmal: Feuchtgebiet |
| BW   | Datei hochladen | Auwald im Moarbachtal ID: 034_G10                  | 46° 47′ 16″ N, 11° 50′ 38″ O | Hydrologisches Naturdenkmal: Auwald       |
| BW   | Datei hochladen | Ein Auwaldrest östlich von Ilstern ID: 034_G11     | 46° 47′ 16″ N, 11° 50′ 37″ O | Hydrologisches Naturdenkmal: Auwald       |

| Foto: | Fotografie des Naturdenkmals. Klicken des Fotos erzeugt eine vergrößerte Ansicht. Daneben finden sich zwei Symbole: |
| ID    | Identifikator bei der Abteilung Natur, Landschaft und Raumentwicklung der Südtiroler Landesverwaltung               |